# Omar Ouahmane
Omar Ouahmane est un journaliste français de radio. Longtemps correspondant de Radio France à Beyrouth, il s'installe à Dakar en juillet 2021 où il devient correspondant de Radio France pour l'Afrique. Il est également professeur de radio à l'École de Journalisme de Sciences Po Paris.

## Biographie
Après une jeunesse passée à Saint-Étienne et son bac en poche, en 1990, il s'installe à Nice pour poursuivre ses études. C'est en répondant à une petite annonce qu'il intègre en 1994 en tant que reporter l'antenne de la radio Bruxelles Capitale de la RTBF en Belgique avant de collaborer régulièrement à La Voix du Nord à Lille.
En 1996, il rejoint Radio France en qualité de reporter d'abord à Radio France Urgences aux côtés d'Emmanuel Moreau et alimente régulièrement les journaux d'information de France Inter ou de France Info et produit de nombreux reportages pour RFI notamment pour les émissions de Juan Gomez ou de Mariane Pearl.
En 1997, il intègre le service de reportage du Mouv'.
Depuis le mois d'octobre 2004 il travaille au sein de la rédaction de France Culture et France Musique et devient en 2006 Grand Reporter. En 2007, dans le cadre de la campagne présidentielle, il monte et anime l'émission Pas de Quartier consacrée aux quartiers populaires. En 2008 il réalise des reportages à l'étranger dont un dans la bande de Gaza pour France Inter, un an après le putsch du Hamas contre le Fatah.
Il couvre pour Radio France la cérémonie d'investiture de Barack Obama qui s'est déroulée le 20 janvier 2009 à Washington, à cette occasion il se rend également à Atlanta dans l'État de Géorgie où il rencontre Ann Nixon Cooper. Au mois de mai de la même année, Omar Ouahmane se rend en Géorgie où il réalise un reportage sur ce pays plus d'un an après la guerre avec la Russie, il rencontre à cette occasion le président Mikheil Saakachvili.
Il couvre également la révolution tunisienne en 2011, les élections au Sénégal en 2012 ou bien encore la guerre en Syrie en 2013.
À compter de septembre 2014, Omar Ouahmane est l'envoyé spécial permanent de Radio France à Beyrouth.
Il quitte le Liban pour s'installer à Dakar en juillet 2021 où il devient correspondant de Radio France pour l'Afrique.

## Agression au Mali
En mars 2012, alors qu'il se trouve à Bamako au Mali en reportage pour France Culture, Omar Ouahmane est agressé et séquestré pendant une nuit complète par des soldats mutins au moment de la déstabilisation islamiste. Après avoir été menacé de mort, il est finalement libéré au petit matin et rentrera en France dans la semaine qui suit.

## Récompenses
En 2008, Omar Ouahmane a réalisé pour France Culture un reportage sur Mireille, une calaisienne de 54 ans, 11 fois maman et 15 fois grand-mère qui héberge des migrants par temps de grand froid, sujet qui a obtenu le 2e prix de la fondation Varenne et le Grand Prix du reportage Radio France 2008. Il a aussi représenté la France lors du Grand Prix du journalisme des Radios francophones publiques.
2017 Il reçoit le Grand prix de la Presse Internationale, pour l'ensemble de son œuvre.